# Miloslav Kořínek
Miloslav Kořínek (29. ledna 1925 Brno – 8. července 1998 Bratislava) byl slovenský hudební skladatel a pedagog českého původu.

## Život
Studoval na gymnáziu v Bratislavě. Ještě před maturitou studoval souběžně na Státní konzervatoři v Bratislavě hru na flétnu, skladbu a dirigování. Jeho učitelem kompozice byl Alexander Moyzes. Ve studiu skladby pak pokračoval na Vysoké škole múzických umění v Bratislavě. V letech 1949–1985 byl profesorem hudební teorie a skladby na bratislavské konzervatoři. Vedle skladby se podílel na přípravě učebnic hudební teorie.

## Dílo

### Opery
- Atlantída (podle divadelní hry Vítězslava Nezvala, 1974)
- Ako išlo vajce na vandrovku (1959)

### Orchestrální skladby
- Concertino pre violu a klavír/orchester (1951)
- Radostne do práce (1951)
- Smútočná hudba (1953)
- Dve skladby pre hoboj a orchester/klavír (1953)
- Concertino pre violu a orchester/klavír (1951)
- V zamyslení elegické pastorále pre lesný roh a orchester
- Koncert pre akordeón a orchester (1956)
- Slávnostná predohra (1958)
- Divertimento concertante pre sláčikový orchester (1962)
- Koncert pre flautu a orchester/klavír (1964)
- Komorný koncert pre klarinet a orchester/klavír (1966)
- Pieseň oslavná (1966)
- Koncert lesný roh a orchester (1968)
- Allegro brillante (1976)
- Symfónia (1983)
- Koncert pre hoboj a orchester (1987)
- Bratislava, mesto nášho života (1989)
- Koncert pre fagot a orchester(1991)
- Koncert č. 1 pre husle a klavír
- Koncert č. 2 pre husle a klavír

### Komorní skladby
- Lento tranquillo pre klavír (1947)
- Furiant pre klavír (1947)
- Sonáta B dur pre klavír (1949)
- Ferenckovo leto pre klavír (1956)
- Sonatíny radostnej mladi (1960)
- Štyri skladby (1960)
- Trio (1961)
- O ľudskom šťastí pre klavír (1961)•
- Hudba pre sláčikové kvarteto (1963)
- Klavírne kvinteto (1967)
- Farebné škvrny pre klavír (1968)
- Apokryfy pre klavír (1969)
- Sonáta pre kontrabas a klavír (1970)
- Dychové kvinteto (1970)
- Dve capricciá pre trombón a klavír (1973)
- Sonatína pre violončelo a klavír (1973)
- Koncertná fantázia pre flautu a gitaru (1974)
- Päť groteskných skladieb (1977)
- Kvarteto (1978)
- Tri skladby (1981)
- Metamorfózy (zvuku a myšlienky) (1983)
- Humoresky (1985)
- Sonáta pre husle a klavír (1986)
- Skladbičky (1986)
- Variačná suita (1987)
- Hudba pre violončelo (1987)
- Etudy I., II. pre gitaru (1987)
- Tri bagately (1988)
- Variácie na vlastnú tému (1989)
- Sonata toccata (1989)
- Romantické variácie pre klavírne trio
- Koncertná fantázia pre flautu a klavír (před r. 1997)

### Písně
- Z Hrubínovho Špalíčka (1963)
- Po daždi (1967)
- Piesne o vine (1972)
- Prešli roky (1974)
- Marcový sneh (1993)
- Křídlovko… (slova František Hrubín, 1997)

### Sbory
- Loďka a kravata (slova Guillaume Apollinaire)
- Pozdrav krajine víťazstva a radostí (slova Andrej Plávka, 1950)
- Partizánka (1950)
- Kantatína (1978)